# Пелішор (Сібіу)
Пелішор (рум. Pelișor) — село у повіті Сібіу в Румунії. Входить до складу комуни Биргіш.
Село розташоване на відстані 217 км на північний захід від Бухареста, 40 км на північний схід від Сібіу, 107 км на південний схід від Клуж-Напоки, 95 км на північний захід від Брашова.

## Населення
За даними перепису населення 2002 року у селі проживала 491 особа. Рідною мовою 488 осіб (99,4%) назвали румунську.
Національний склад населення села:
| Національність | Кількість осіб | Відсоток |
| -------------- | -------------- | -------- |
| румуни         | 376            | 76,6%    |
| цигани         | 113            | 23,0%    |